# Уэйкман, Оливер
Оливер Уэйкман (англ. Oliver Wakeman; 26 февраля 1972) — британский рок-музыкант, клавишник, кроме сольных работ, известен также своим участием в группах Yes, где заменял своего отца Рика Уэйкмана, и Strawbs.

## Биография
Оливер Уэйкман родился в музыкальной семье и является старшим сыном известного рок-музыканта Рика Уэйкмана. На счету Оливера несколько сольных работ, а также участие в записи альбомов разнообразных рок-групп и других музыкальных проектов.
Музыкальная карьера началась в возрасте пяти лет, когда Оливер начал брать уроки фортепиано. Первая запись состоялась в 1984 году, когда Оливер вместе со своим братом Адамом участвовали в записи бэк-вокала для одной из композиций альбома Cost of Living Рика Уэйкмана. Композиция называлась «Bedtime Stories», и на данный момент — это единственная запись, на которой одновременно можно услышать Оливера, Адама и Рика.
В возрасте 17 лет Оливер начал давать небольшие концерты в пабах Девона, что начало формировать стиль игры и опыт музыканта, а уже в 1989 году состоялся его профессиональный дебют, когда Оливер участвовал в записи альбома Debut of Desire группы 'Obsession' в качестве полноправного члена команды. Оливер даже сочинил для этого альбома одну песню, «Into the Mirror», которую, может быть, когда-нибудь перезапишет вновь.
После участия в группе Obsession, Оливер поступил в колледж, где получил диплом художника-дизайнера. Кроме того, он продолжал выступать в Северном Девоне в качестве участника блюз-роковой команды Smokestack, которую покинул в 2002 году.
В 1997 году увидел свет первый альбом Оливера Уэйкмана Heaven’s Isle, который был написан по заказу Landmark Trust для их рекламных целей. В 1999 году альбом был переиздан в европе компанией Verglas. Музыка из этого альбома использовалась в передачах BBC1 и Independent Television.
Второй альбом, Jabberwocky, (в сотрудничестве с Лондонским музыкантом Клайвом Ноланом) был выпущен в 1999, в его записи приняли участие такие музыканты как Peter Banks (Yes), Tony Fernandez (Strawbs), Rick Wakeman (читает текст), Tracey Hitchings (Landmarq) и Bob Catley (Magnum).
Инструментальный альбом The 3 Ages of Magick был записан в 2001 году при участии гитариста Yes и Asia Стива Хау, который записал все гитарные партии и взял на себя обязанности исполнительного продюсера. Выпуск альбома сопровождался небольшим закрытым концертом в лондонском клубе The 12 Bar Club. Несмотря на то, что альбом вышел ограниченным тиражом, из-за многочисленных положительных отзывов, он был несколько раз переиздан.
В начале 2002 года вышла вторая совместная работа Оливера Уэйкмана и Клайва Нолана — рок-опера The Hound of the Baskervilles. В новом альбоме были задействованы как многие музыканты из предыдущей работы, так и новые лица: Арьен Люкассен (Ayreon), Эшли Холт (Rick Wakeman Band), Карл Грум (Threshold). Текст повествования от лица Доктора Ватсона читал известный английский телеведущий и актёр Роберт Пауэлл. Альбом снова получил множество крайне восторженных отзывов.

## Дискография
Сольные и совместные альбомы
- Heaven’s Isle — Oliver Wakeman — (Opus Music 1997)
- Jabberwocky — Oliver Wakeman & Clive Nolan — (Verglas Music 1999)
- Heaven’s Isle (re-issue) — Oliver Wakeman — (Verglas Music 1999)
- The 3 Ages of Magick — Oliver Wakeman with Steve Howe — (Resurgence 2001)
- The Hound of the Baskervilles — Oliver Wakeman & Clive Nolan — (Verglas Music 2002)
- Chakras — Oliver Wakeman — (Disky / EMI Records 2002)
- The View From Here (EP) — Oliver Wakeman & Rachel — (Watermark Records 2002)
- Purification by Sound — Oliver Wakeman — (President Records 2003)
- Spiritual Enlightenment & Inspiration — Oliver Wakeman — (Disky / EMI Records 2002)
- Mother’s Ruin — Oliver Wakeman — (ProgRock Records 2005)
- Coming to Town — Live from Katowice  (DVD & CD) — Oliver Wakeman Band — (MetalMind Records 2008 — DVD, 2009 CD)
- Ravens & Lullabies[англ.] — Oliver Wakeman & Gordon Giltrap — Esoteric Antenna Records 2013
- Tales by Gaslight — Oliver Wakeman & Clive Nolan — Elflock Records 2021

С The Strawbs
- Dancing to the Devil’s Beat — (Witchwood Media 2009)
- Strawberry Fayre (live) — (Witchwood Media 2010)

С Yes
- In The Present — Live From Lyon (DVD & CD) — (Frontiers 2011)

Гостевое участие
- Fly From Here (Yes)- Keyboard performances on 3 tracks
- Strange Ang3ls (David Mark Pearce) — Keyboard Solo
- The Human Equation / Timeline (best of) (Ayreon)- Keyboard Solo on the track 'Day17: Accident?'
- One Among the Living (Mystery) — Keyboard Solo on the track 'Kameleon Man'
- Spectrum (Steve Howe) — Keyboard performances on 4 tracks
- Integration (Hybrid) — Keyboard performances on 'Man on the Moon' and 'Moving Lights'
- All Around the World (Prog Aid — Various Artists) — Keyboard performances

Заказ
- Name That Tune — CD Jingle
- The Great Epic Poems — Incidental Music
- The Great Love Poets — Incidental Music
- The Great War Poets — Incidental Music
- Poems of Natural Beauty — Incidental Music
- Heroic Poems — Incidental Music
- Lovers Trysts Poems — Incidental Music